# Kecamatan Tanjung Pinang Timur
Kecamatan Tanjung Pinang Timur är ett distrikt i Indonesien.   Det ligger i provinsen Kepulauan Riau, i den västra delen av landet, 800 km norr om huvudstaden Jakarta.